# Philip D’Antoni
Philip D’Antoni (* 19. Februar 1929 in New York City; † 15. April 2018 in Hastings-on-Hudson, New York) war ein US-amerikanischer Film- und Fernsehproduzent.

## Leben
D’Antoni war in den 1960er Jahren zunächst als Fernsehproduzent an verschiedenen Formaten beteiligt. 1968 folgte mit Bullitt sein erster Spielfilm. Drei Jahre später entstand Brennpunkt Brooklyn, für den er 1972 mit dem Oscar in der Kategorie Bester Film ausgezeichnet wurde. Außerdem erhielt er einen David di Donatello für den besten ausländischen Film. Bis einschließlich 1976 entstanden in erster Linie verschiedene Fernsehproduktionen, unter anderem die Trucker-Serie Abenteuer der Landstraße mit Claude Akins und Frank Converse in den Hauptrollen, für die er auch die Drehbücher schrieb. Danach trat er nur in den 2000er Jahren bei einigen Dokumentationen in Erscheinung.
Im Jahr 1973 gab er mit Die Seven-Ups sein Regiedebüt. Der Film blieb seine einzige Regiearbeit. Die Hauptrolle übernahm Roy Scheider, der Film kann als Versuch angesehen werden, den Erfolg von Brennpunkt Brooklyn zu wiederholen.
Vor seiner Laufbahn als Produzent studierte D’Antoni an der Fordham University und diente in der United States Army während der Besatzungszeit in Japan. Er hinterließ seine Ehefrau und fünf Kinder.

## Filmografie (Auswahl)
- 1968: Bullitt
- 1971: Brennpunkt Brooklyn (The French Connection)
- 1973: Die Seven-Ups (The Seven-Ups)
- 1974–1976: Abenteuer der Landstraße (Movin' On, Fernsehserie)
- 1975: Strike Force